# Het verleden
Het verleden is een Nederlandse film uit 1982. Het scenario is gebaseerd op het boek Het verleden van R.J. Peskens. De film heeft als internationale titel Things Past.
De film is verdeeld in drie segmenten:
1. Marie
2. Mevrouw Katrien
3. Mevrouw Van der Putte

## Rolverdeling
| Acteur             | Personage          |
| ------------------ | ------------------ |
| Elja Pelgrom       | Marie Pekkers      |
| Jeroen Krabbé      | Harry Heyblom      |
| Edda Barends       | Harry's vrouw      |
| Eddy Habbema       | Harry's vriend     |
| Jan Decleir        | Kees               |
| Chris Lomme        | Katrien            |
| Luk Perceval       | Johannes           |
| Marjan Berk        | Kees' vrouw        |
| Ton Lutz           | Dhr. Huisman       |
| Dora van der Groen | Mw. Van der Putte  |
| Wim Kouwenhoven    | Dhr. Van der Putte |
| Ellen Röhrman      | Huishoudster       |
| Huib Broos         |                    |
| Niek Engelschman   |                    |
| Maarten Spanjer    |                    |